# Butterfly (canção de Smile.dk)
 "Butterfly" é uma canção do grupo de bubblegum dance sueco, Smile.dk do seu álbum de 1998, Smile. Foi escrito e produzido por Robert Uhlmann e Robin Rex.
A música ganhou popularidade fora da Suécia quando foi incluída na primeira versão do videogame da Konami, Dance Dance Revolution e Dance Dance Revolution 3rdMi. Em homenagem a sua popularidade, a canção foi remixada para a edição 2008 da franquia Dance Dance Revolution X, uma mistura destinada principalmente a celebrar o aniversário de 10 anos da série.
Em 2009, a música foi regravada com Veronica e Malin fazendo os vocais. Esta versão foi lançada como single em 13 de maio de 2009 e foi intitulada "Butterfly '09 (United Forces Airplay Edit)".
A música é muitas vezes atribuída incorretamente à estrela do J-pop Ayumi Hamasaki. Este erro pode ser devido ao estilo de ambiência, produção e voz. Além disso, as vozes de ambos os cantores são bastante semelhantes. O erro também pode ser devido à música ter sido incorretamente atribuída a Ayumi Hamasaki e distribuída através de redes P2P no final dos anos 90. A música também é frequentemente creditada erroneamente ao Aqua, provavelmente por razões semelhantes.
A banda sul-africana Die Antwoord usou um sample da música em seu hit "Enter the Ninja" depois de ouvi-la no Dance Dance Revolution X.
A música é popularmente conhecida no Brasil e em outros países por ser um toque em telefones de brinquedo made-in-China.

## Vídeo
O videoclipe começa com Smile.dk descendo de uma nave em forma de borboleta laranja e indo em uma missão para encontrar dois samurais. Depois de encontrar os samurais, as garotas os levam para a nave.

## Remixes oficiais
1. Anaconda Remix — 4:21
2. China Power Mix — 1:48
3. Delação Radio Remix — 3:40
4. Mix de delação — 5:48
5. Mix estendido — 4:21
6. Hyper-K Mix — 3:23
7. KCP Kung-Fu Mix — 1:34
8. Mix de rádio Pan-Ace — 3:00
9. Mix Romance — 2:56
10. S3RL Mix — 4:50
11. Forças Unidas Airplay Edit — 3:07
12. Mistura Ascendente — 5:25
13. Pika Pika Song; 4:42 (apresentando Pikachu )